# Splétání textilních materiálů
Splétání textilních materiálů (angl.: braiding, něm.: Flechten) je vzájemné diagonální provlékání několika nití stejné hustoty, kterým vzniká textilie (pletenec) dvou- nebo trojdimenzionálních tvarů. Pletenec může být válcovitý nebo plochý s různými tvary průřezu.
Otisk splétané textilie z období kolem roku 24 000 před n. l., který objevil v roce 1954 při vykopávkách u jihomoravského Pavlova archeolog Klíma, je s velkým časovým odstupem nejstarší dosud známá splétaná textilie na světě.
K výrobě splétaných textilií jsou nutné nejméně tři splétací (nebo paličkovací) niti (niťové prameny, pásky, rovingy). Ty se spolu provazují v několika krocích tak, že se kladou šikmo k délkové ose výrobku a vytváří určitý, stále se opakující vzor. Délka tohoto vzoru se nazývá stoupání.

## Strojní splétání
Strojní splétání bylo vynalezeno koncem 18. století (patent Angličana Walforda 1748), k jeho průmyslovému využití došlo však teprve o sto let později.
Splétací stroje napodobují v principu ruční splétání. Splétací zařízení sestává z paliček, křídlových kol (viz snímek (3)), odtahového ústrojí (nálevky) a navíjecího ústrojí. Splétací nit je navinutá na cívce, která se odvíjí v paličce. Paličky jsou vedeny v zářezech (křídlech) kol, která si je předávají podle určitého systému, který je definován drážkou vyfrézovanou ve splétacím poli.
Způsoby splétání se (asi od konce 20. století) rozdělují na konvenční splétání a technologii výroby 3D pletenců.

### Konvenční technologie
- U prýmkových strojů jsou křídlová kola sestavena do kruhu po párech, které se navzájem otáčí v opačném směru (viz snímek (4)). Při výrobě dutých (kulatých) prýmků obíhají paličky kolem nálevky v nepřetržitém kruhu, zatímco pro ploché pletence se paličky po oběhu kruhové dráhy vrací k výchozímu bodu.[4]
- Krajkový splétací stroj je kombinace z více prýmkových strojů. Na jednom splétacím stole umístěno vedle sebe více paličkovacích parciálně spojených drah. Paličky buďto běží po dráhách a splétají nebo stojí na místě a skají dvě splétací niti dohromady nebo přecházejí na sousední dráhu. Na stroji tak vzniká výrobek s prolamovaným, plochým pletencem, který sestává z velkého počtu skaných nití nebo menších prýmků.

- Stroje na duté pletence (Packungsflechter) mají křídlová kola seřazena do čtverců 4 x 4, oběžné dráhy se kříží a křídla se otáčí po párech ve vzájemně opačném směru. Při pohybu paliček se niti kříží, vzniklé pletence mají konstantně čtvercový tvar, používají se např. na těsnění.[5]
- Při dvojrozměrném oplétání se kladou niti kolem jádra, jehož geometrie určuje tvar konečného výrobku. Jádro z pevného materiálu, z pletence (viz snímek lana (7)) nebo např. z pěny se může po evtl. několikrát opakovaném oplétání odstranit, pletenec se smrští a výrobek dostane např. průřez ve tvaru L nebo Z. (Ačkoliv mají takto oplétané výrobky trojrozměrnou geometrii, nepočítají se k 3D pletencům).[3]

### Technologie trojrozměrného splétání
První pokusy s cílem výroby geometricky mnohotvárných výztuží pro kompozity se konaly v 70. let 20. století v USA.
Tvarově se rozlišují tři základní druhy pletenců: vícevrstvý kruhový, s tvarovaným profilem (L, Z apod.) a s geometrií přizpůsobenou tvaru vyztužovaného dílu.
V odborných publikacích se popisují pokusy s výrobou kompozitů z vláknových výztuží, ve kterých se dokazují některé výhody trojrozměrných pletenců oproti srovnatelným tkaninám nebo netkaným textiliím (obzvlášť: téměř neomezená rozmanitost tvaru výrobku). O sériové výrobě 3D pletenců není zatím (v roce 2011) nic známo. V literatuře byly jen popsány prototypy strojů (rotační, radiální) a čtyři způsoby splétání 3D těles:
Kruhové splétání a oplétání
Vícevrstvé kulaté pletence se řadí k 3D, jen když jsou jednotlivé vrstvy spolu provázány směrem do středu výrobku.
Na tzv. radiálním oplétači jsou paličky vedeny po dvou kruhových dráhách, na kterých obíhají ve vzájemném protisměru, nitě se kříží přes jádro, které se nachází uprostřed pletence.
Čtyřfázové splétání (4-Step-Braiding)
Při každém kroku splétacího procesu se posunují paličky k sousední křižovatce dvou drah a tam se zastaví (pohyb stop-and-go). Všechny paličky se pohybují najednou, individuální posunutí není možné. Teprve po čtvrtém kroku (fázi) dosáhnou paličky znovu základní postavení. Pletence se dají vyrábět jen s konstantním průřezem, se stojitou nití nebo bez ní.
Dvoufázové splétání (2-Step-Braiding)
Tato technologie funguje jen za použití stojitých nití. Ty zůstávají bez pohybu a napnuté tak, že se jejich rozmístěním určuje průřez pletence. Paličky se mohou pohybovat jen ve dvou směrech, ani průřez pletence ani úhel niti nejsou měnitelné.
Rotační splétací technika
Křídlová kola jsou čtvercově nebo šestiúhle uspořádaná, v každém modulu křídla je integrována spojka, s pomocí které se příslušná palička dá individuálně zastavit nebo posunout. Mezi jednotlivými křídlovými koly mohou být výhybky k usměrňování pohybu paliček. S těmito nástroji se dají při každé čtvrtině otáčky kola změnit dráhy paliček a tím i vedení splétacích niti (nutné mechanické pohyby se dají provádět robotem). V paličkách jsou umístěny zásobníky příze, na které se navíjí přebytečná nit z určitých míst ve vazbě pletence. Stojité niti se přivádí pevně usazenými dutinkami, změna postavení niti je možná jen tak, že se zastaví palička a příze z ní se použije jako stojitá nit.
Rotační stroje ze 2. dekády 21. století mají např. 5 modulů (5x5 křídlových kol) na splétání z maximálně 48 cívek. Funkce stroje je řízena přes počítač se speciálním softwarem. Pletence se vyrábějí hlavně z materiálů s vysokou pevností s použitím na prepregy pro vláknové kompozity. 

## Použití splétaných textilií
- Oděvní, obuvnický a bytový sektor: ozdobné prýmky, šňůry, sutašky, tkaničky do bot[9]
- Lana a šňůry k technickým a sportovním účelům, isolace šňůr[10]
- Chirurgie: cévky, katetry, chirurg. nitě
- Ortopedie: protézy, manžety
- Kompozitní díly pro stroje a dopravní prostředky [1]

## Galerie splétání

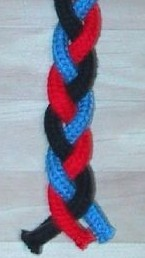
(1)Ručně splétaná šňůra ze tří prýmků
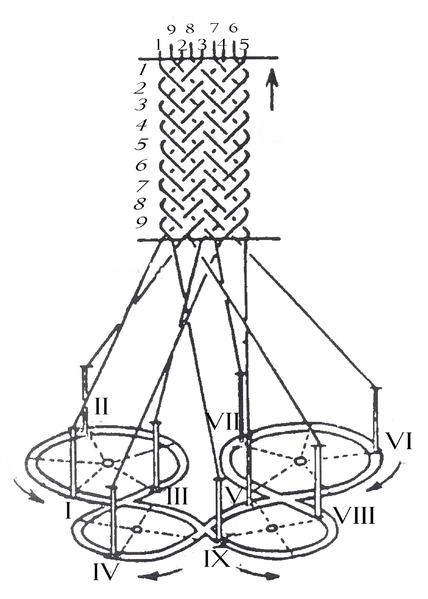
(2)Princip splétání z 9 nití
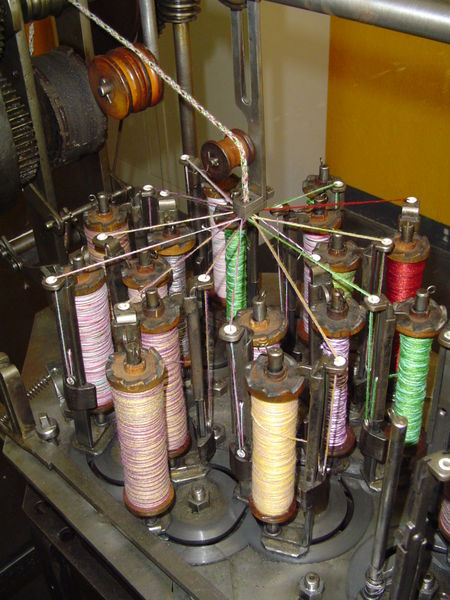
(3)Splétací stroj z roku 1925
(4)Schéma funkce dvou křídlových kol se třemi cívkami
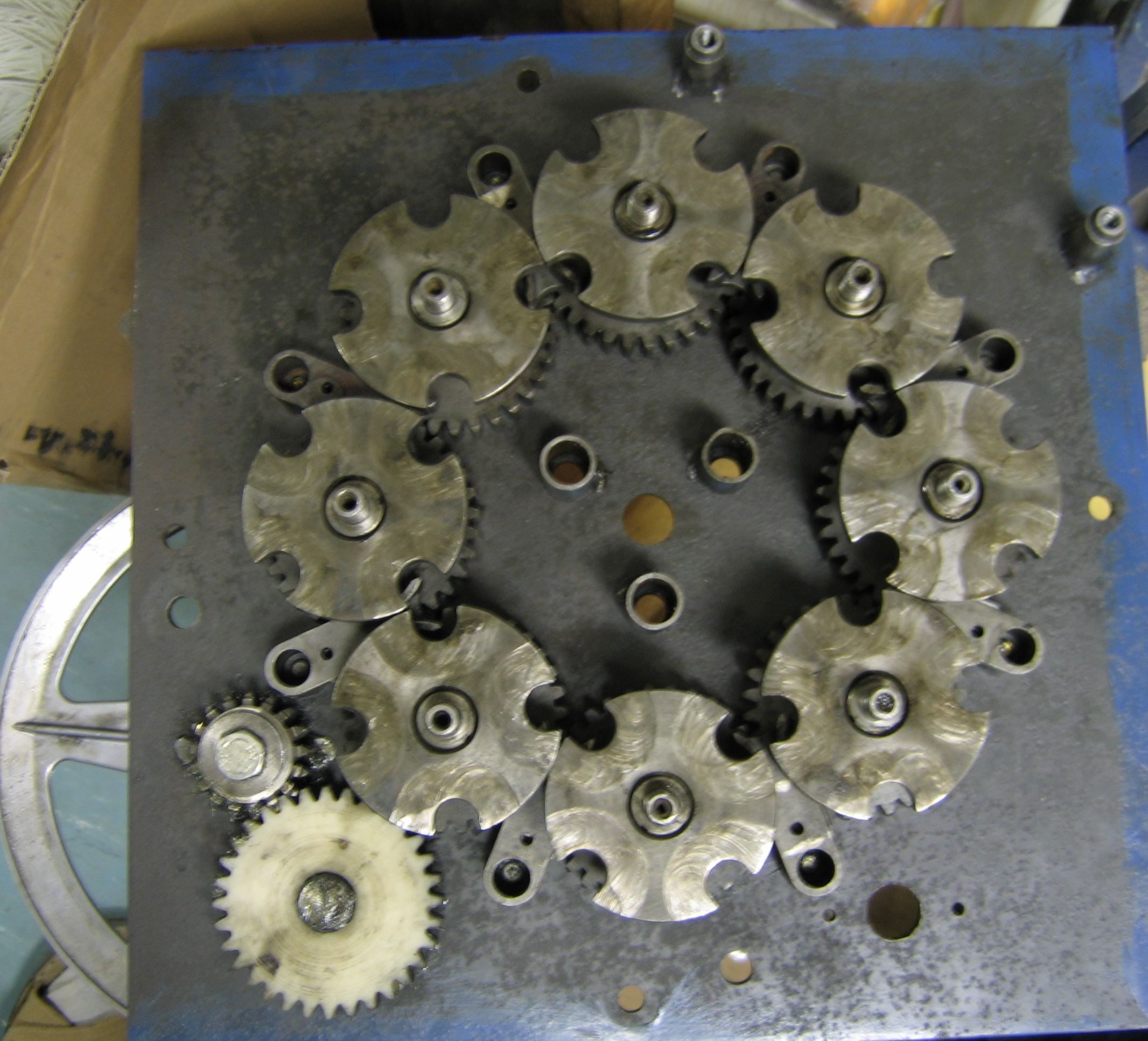
(5)8 křídlových kol na splétacím stroji (seřazených do kruhu)
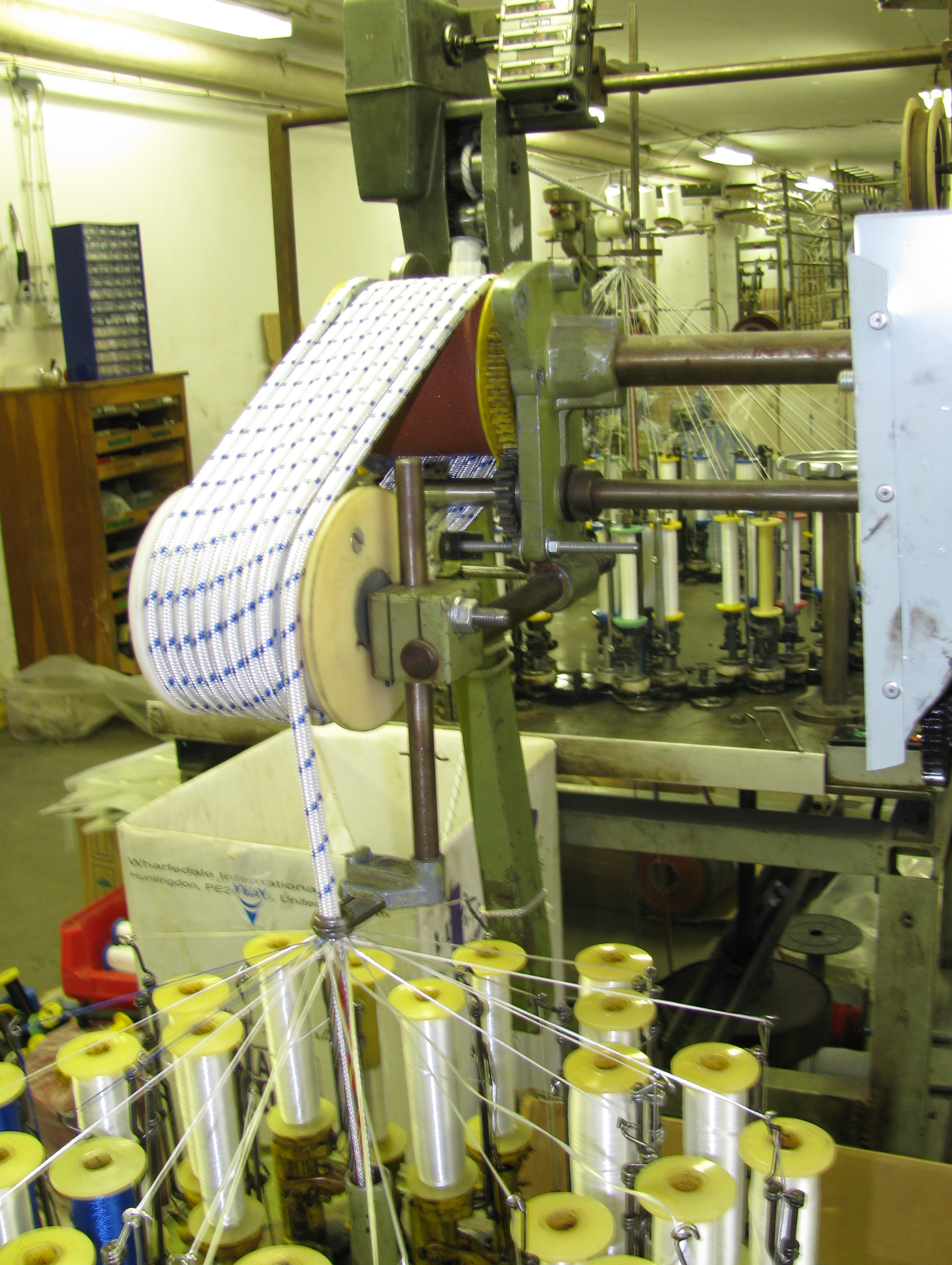
(6)Oplétací stroj
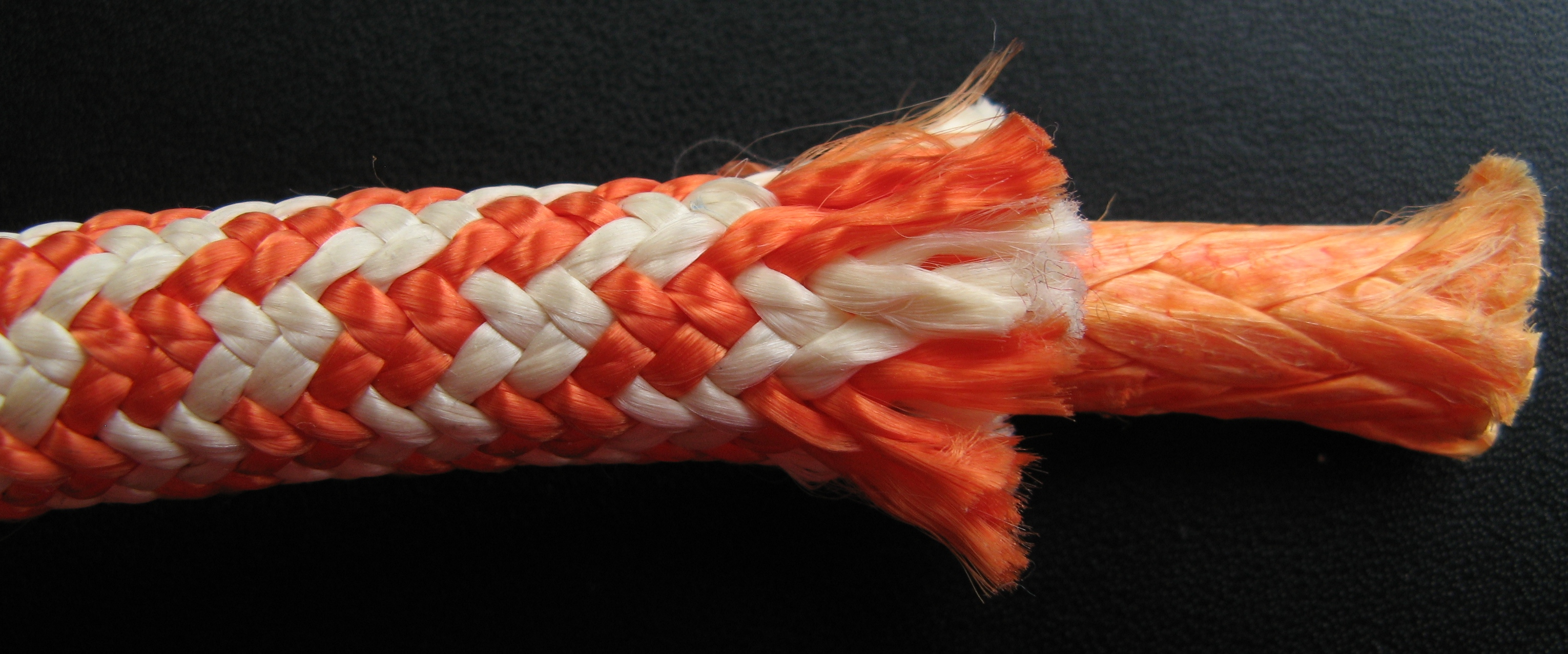
(7)Lano z dyneemy oplétané polyesterovým pláštěm